# 부산시립교향악단
부산 시립 교향악단(釜山市立交響樂團, Busan Philharmonic Orchestra)은 부산광역시의 대표적인 관현악단이다. 1962년에 창단되었으며, 초대 상임지휘자로 오태균이 임명되었다.
이어 한병함, 이기홍, 박종혁, 마크 고렌슈타인, 블라디미르 킨, 반초 차브다르스키, 곽승, 블라디미르 아니시모프, 리 신차오, 최수열이 차례로 상임지휘자를 역임했으며, 현재 상임지휘자는 2024년 7월 1일부터 홍석원이 맡고 있고 임기는 2년이다. 주요 공연장은 부산문화회관 대극장이다.
1997년 미국 순회 공연을 시작으로 동남아시아(2000 & 2002), 중국(2002) 등 해외 공연도 개최했고, 매년 일본 후쿠오카에서 열리고 있는 아시안 프렌들리 콘서트에도 참가하고 있다.